# K.K. Partizan 1958
Questa pagina raccoglie le informazioni riguardanti il Košarkaški klub Partizan nelle competizioni ufficiali della stagione 1958.

## Roster
| N° | Naz.                  | Ruolo | Sportivo              |  | Alt. |  |
| -- | --------------------- | ----- | --------------------- |  | ---- |  |
|    | Jugoslavia (bandiera) |       | Radovan Radović       |  |      |  |
|    | Jugoslavia (bandiera) |       | Borislav Ćurčić       |  |      |  |
|    | Jugoslavia (bandiera) |       | Ðorđe Konjović        |  |      |  |
|    | Jugoslavia (bandiera) |       | Miloš Bojović         |  |      |  |
|    | Jugoslavia (bandiera) |       | Đorđe Milojević       |  |      |  |
|    | Jugoslavia (bandiera) |       | Zvonimir Đurić        |  |      |  |
|    | Jugoslavia (bandiera) |       | Milan Radivojević     |  |      |  |
|    | Jugoslavia (bandiera) |       | Milorad Đurić         |  |      |  |
|    | Jugoslavia (bandiera) |       | Đorđe Čolović         |  |      |  |
|    | Jugoslavia (bandiera) |       | Vele Tomić            |  |      |  |
|    | Jugoslavia (bandiera) |       | Mirko Marjanović      |  |      |  |
|    | Jugoslavia (bandiera) |       | Miodrag Petrović      |  |      |  |
|    | Jugoslavia (bandiera) |       | Selimir Mehmedbegović |  |      |  |
|    | Jugoslavia (bandiera) |       | Stevanović            |  |      |  |
|    | Jugoslavia (bandiera) |       | Ninoslav Gligorijevie |  |      |  |
|    | Jugoslavia (bandiera) | All.  | Mirko Marjanović      |  |      |  |